# Midnight Love (Girl in Red)
Midnight Love è un singolo della cantante norvegese Girl in Red, pubblicato il 14 aprile 2020.

## Tracce
1. Midnight Love – 3:14